# Coupe CECAFA des nations 2006
Navigation
Rwanda 2005 Tanzanie 2007
La Coupe CECAFA des nations 2006 est la trente-et-unième édition de la Coupe CECAFA des nations qui a eu lieu en Éthiopie du 25 novembre au 10 décembre 2006. Les nations membres de la CECAFA (Confédération d'Afrique centrale et de l'Est) sont invitées à participer à la compétition. 
C'est l'une des sélections invitées, la Zambie qui remporte la compétition en s'imposant en finale après la séance de tirs au but face au Soudan. Le Rwanda monte sur la troisième marche du podium. C'est le troisième titre de champion de la CECAFA pour la sélection zambienne. Le double tenant du titre, l'Éthiopie, qui joue à domicile, est éliminée dès les quarts de finale par le futur vainqueur.
La sélection du Kenya est absente, du fait de sa suspension par la FIFA tandis que l'Érythrée décide de ne pas participer à la compétition. Ces deux équipes sont remplacées par le Malawi et la Zambie, équipes membres de la COSAFA. 
Il y a 11 équipes engagées et le premier tour se déroule donc avec trois poules : les trois premiers des poules de quatre plus les deux premiers de la poule de trois se qualifient pour la phase finale, disputée à partir des quarts de finale. Toutes les rencontres sont disputées à Addis-Abeba.

## Équipes participantes
| - Éthiopie - Organisateur et tenant du titre - Djibouti - Zanzibar - Malawi - Équipe invitée - Ouganda - Burundi | - Soudan - Somalie - Rwanda - Zambie - Équipe invitée - Tanzanie |

## Compétition

### Premier tour

#### Groupe A
| Rang | Équipe   | Pts | J | G | N | P | Bp | Bc | Diff |  | Résultats (▼ dom., ► ext.) |  |     |     |     |
| ---- | -------- | --- | - | - | - | - | -- | -- | ---- |  | -------------------------- |  | --- | --- | --- |
| 1    | Tanzanie | 9   | 3 | 3 | 0 | 0 | 7  | 2  | +5   |  | Tanzanie                   |  | 2-1 | 2-1 | 3-0 |
| 2    | Éthiopie | 6   | 3 | 2 | 0 | 1 | 6  | 2  | +4   |  | Éthiopie                   |  |     | 1-0 | 4-0 |
| 3    | Malawi   | 3   | 3 | 1 | 0 | 2 | 4  | 3  | +1   |  | Malawi                     |  |     |     | 3-0 |
| 4    | Djibouti | 0   | 3 | 0 | 0 | 3 | 0  | 10 | -10  |  | Djibouti                   |  |     |     |     |

#### Groupe B
| Rang | Équipe   | Pts | J | G | N | P | Bp | Bc | Diff |  | Résultats (▼ dom., ► ext.) |  |     |     |
| ---- | -------- | --- | - | - | - | - | -- | -- | ---- |  | -------------------------- |  | --- | --- |
| 1    | Burundi  | 4   | 2 | 1 | 1 | 0 | 3  | 2  | +1   |  | Burundi                    |  | 3-2 | 0-0 |
| 2    | Zambie   | 3   | 2 | 1 | 0 | 1 | 6  | 3  | +3   |  | Zambie                     |  |     | 4-0 |
| 3    | Zanzibar | 1   | 2 | 0 | 1 | 1 | 0  | 4  | -4   |  | Zanzibar                   |  |     |     |

#### Groupe C
| Rang | Équipe  | Pts | J | G | N | P | Bp | Bc | Diff |  | Résultats (▼ dom., ► ext.) |  |     |     |     |
| ---- | ------- | --- | - | - | - | - | -- | -- | ---- |  | -------------------------- |  | --- | --- | --- |
| 1    | Ouganda | 9   | 3 | 3 | 0 | 0 | 5  | 1  | +4   |  | Ouganda                    |  | 2-1 | 1-0 | 2-0 |
| 2    | Soudan  | 4   | 3 | 1 | 1 | 1 | 4  | 2  | +2   |  | Soudan                     |  |     | 0-0 | 3-0 |
| 3    | Rwanda  | 4   | 3 | 1 | 1 | 1 | 3  | 1  | +2   |  | Rwanda                     |  |     |     | 3-0 |
| 4    | Somalie | 0   | 3 | 0 | 0 | 3 | 0  | 8  | -8   |  | Somalie                    |  |     |     |     |

### Phase finale
|  | Quarts de finale | Quarts de finale | Quarts de finale | Quarts de finale |            |            | Demi-finales    | Demi-finales    | Demi-finales                  | Demi-finales                  |                               |                               | Finale           | Finale           | Finale           | Finale           |
|  |                  |                  |                  |                  |            |            |                 |                 |                               |                               |                               |                               |                  |                  |                  |                  |
|  | 5 décembre 2006  | 5 décembre 2006  | 5 décembre 2006  | 5 décembre 2006  |            |            | 8 décembre 2006 | 8 décembre 2006 | 8 décembre 2006               | 8 décembre 2006               |                               |                               | 10 décembre 2006 | 10 décembre 2006 | 10 décembre 2006 | 10 décembre 2006 |
|  | 5 décembre 2006  | 5 décembre 2006  | 5 décembre 2006  | 5 décembre 2006  |            |            | 8 décembre 2006 | 8 décembre 2006 | 8 décembre 2006               | 8 décembre 2006               |                               |                               | 10 décembre 2006 | 10 décembre 2006 | 10 décembre 2006 | 10 décembre 2006 |
|  | 1er A            | Tanzanie         | 1                | 1                |            |            | 8 décembre 2006 | 8 décembre 2006 | 8 décembre 2006               | 8 décembre 2006               |                               |                               | 10 décembre 2006 | 10 décembre 2006 | 10 décembre 2006 | 10 décembre 2006 |
|  | 1er A            | Tanzanie         | 1                | 1                |            |            | 8 décembre 2006 | 8 décembre 2006 | 8 décembre 2006               | 8 décembre 2006               |                               |                               | 10 décembre 2006 | 10 décembre 2006 | 10 décembre 2006 | 10 décembre 2006 |
|  | 3e C             | Rwanda           | 2                | 2                |            |            | 8 décembre 2006 | 8 décembre 2006 | 8 décembre 2006               | 8 décembre 2006               |                               |                               | 10 décembre 2006 | 10 décembre 2006 | 10 décembre 2006 | 10 décembre 2006 |
|  | 3e C             | Rwanda           | 2                | 2                | Rwanda     | Rwanda     | 0               | 0               |                               |                               |                               |                               | 10 décembre 2006 | 10 décembre 2006 | 10 décembre 2006 | 10 décembre 2006 |
|  | 5 décembre 2006  |                  |                  |                  | Rwanda     | Rwanda     | 0               | 0               |                               |                               |                               |                               | 10 décembre 2006 | 10 décembre 2006 | 10 décembre 2006 | 10 décembre 2006 |
|  |                  |                  | Zambie           | Zambie           | 1          | 1          |                 |                 |                               |                               |                               |                               | 10 décembre 2006 | 10 décembre 2006 | 10 décembre 2006 | 10 décembre 2006 |
|  | 2e A             | Éthiopie         | Zambie           | Zambie           | 1          | 1          | 0               | 0               |                               |                               |                               |                               | 10 décembre 2006 | 10 décembre 2006 | 10 décembre 2006 | 10 décembre 2006 |
|  | 2e A             | Éthiopie         | 8 décembre 2006  |                  |            |            | 0               | 0               |                               |                               |                               |                               | 10 décembre 2006 | 10 décembre 2006 | 10 décembre 2006 | 10 décembre 2006 |
|  | 2e B             | Zambie           | 1                | 1                |            |            |                 |                 |                               |                               |                               |                               | 10 décembre 2006 | 10 décembre 2006 | 10 décembre 2006 | 10 décembre 2006 |
|  | 2e B             | Zambie           | 1                | 1                | Zambie tab | Zambie tab | 0 (11)          | 0 (11)          |                               |                               |                               |                               |                  |                  |                  |                  |
|  | 6 décembre 2006  |                  |                  |                  | Zambie tab | Zambie tab | 0 (11)          | 0 (11)          |                               |                               |                               |                               |                  |                  |                  |                  |
|  |                  |                  | Soudan           | Soudan           | 0 (10)     | 0 (10)     |                 |                 |                               |                               |                               |                               |                  |                  |                  |                  |
|  | 1er C            | Ouganda tab      | Soudan           | Soudan           | 0 (10)     | 0 (10)     | 0 (4)           | 0 (4)           |                               |                               |                               |                               |                  |                  |                  |                  |
|  | 1er C            | Ouganda tab      |                  |                  |            |            |                 |                 |                               |                               |                               |                               |                  |                  |                  |                  |
|  | 3e A             | Malawi           | 0 (2)            | 0 (2)            |            |            |                 |                 |                               |                               |                               |                               |                  |                  |                  |                  |
|  | 3e A             | Malawi           | 0 (2)            | 0 (2)            | Ouganda    | Ouganda    | 2 (5)           | 2 (5)           | Match pour la troisième place | Match pour la troisième place | Match pour la troisième place | Match pour la troisième place |                  |                  |                  |                  |
|  | 6 décembre 2006  |                  |                  |                  | Ouganda    | Ouganda    | 2 (5)           | 2 (5)           | Match pour la troisième place | Match pour la troisième place | Match pour la troisième place | Match pour la troisième place |                  |                  |                  |                  |
|  |                  |                  | Soudan tab       | Soudan tab       | 2 (6)      | 2 (6)      |                 |                 | 10 décembre 2006              | 10 décembre 2006              | 10 décembre 2006              | 10 décembre 2006              |                  |                  |                  |                  |
|  | 1er B            | Burundi          | Soudan tab       | Soudan tab       | 2 (6)      | 2 (6)      | 0               | 0               | 10 décembre 2006              | 10 décembre 2006              | 10 décembre 2006              | 10 décembre 2006              |                  |                  |                  |                  |
|  | 1er B            | Burundi          |                  |                  |            |            |                 | 0               |                               |                               | Rwanda tab                    | Rwanda tab                    | 0 (4)            | 0 (4)            |                  |                  |
|  | 2e C             | Soudan ap        | 1                | 1                |            |            |                 |                 |                               |                               | Rwanda tab                    | Rwanda tab                    | 0 (4)            | 0 (4)            |                  |                  |
|  | 2e C             | Soudan ap        | 1                | 1                | Ouganda    | Ouganda    | 0 (2)           | 0 (2)           |                               |                               |                               |                               |                  |                  |                  |                  |
|  |                  |                  |                  |                  |            |            |                 |                 |                               |                               |                               |                               |                  |                  |                  |                  |

#### Quarts de finale
| 5 décembre 2006 | Tanzanie             | 1 - 2 | Rwanda                           | Stade d'Addis-Abeba, Addis-Abeba |  |
|                 | Uzamukunda 26e (csc) |       | Ujenza 41e · Witkenge 55e (pen.) |                                  |  |

| 5 décembre 2006 | Éthiopie | 0 - 1 | Zambie       | Stade d'Addis-Abeba, Addis-Abeba |
|                 |          |       | Sakuwaha 87e |                                  |

| 6 décembre 2006 | Ouganda         | 0 - 0 a.p. | Malawi | Stade d'Addis-Abeba, Addis-Abeba |  |
|                 |                 |            |        |                                  |  |
|                 | Tirs au but 4-2 |            |        |                                  |  |

| 6 décembre 2006 | Burundi | 0 - 1 a.p. | Soudan             | Stade d'Addis-Abeba, Addis-Abeba |
|                 |         |            | Jaftine 94e (pen.) |                                  |

#### Demi-finales
| 8 décembre 2006 | Rwanda | 0 - 1 | Zambie    | Stade d'Addis-Abeba, Addis-Abeba |
|                 |        |       | Lwipa 24e |                                  |

| 8 décembre 2006 | Ouganda                  | 2 - 2 a.p. | Soudan                         | Stade d'Addis-Abeba, Addis-Abeba |  |
|                 | Kayizzi 16e · Sserenkuma |            | Bader Eldin 1re · Alaeldin 63e |                                  |  |
|                 | Tirs au but 5-6          |            |                                |                                  |  |

#### Match pour la3eplace
| 10 décembre 2006 | Rwanda          | 0 - 0 a.p. | Ouganda | Stade d'Addis-Abeba, Addis-Abeba |  |
|                  |                 |            |         |                                  |  |
|                  | Tirs au but 4-2 |            |         |                                  |  |

#### Finale
| 10 décembre 2006 | Zambie            | 0 - 0 a.p. | Soudan | Stade d'Addis-Abeba, Addis-Abeba |  |
|                  |                   |            |        |                                  |  |
|                  | Tirs au but 11-10 |            |        |                                  |  |

| Vainqueur Coupe CECAFA 2006 Zambie 3e titre |